# 新疆工程学院
43°50′30″N 87°24′21″E / 43.84175°N 87.40594°E
新疆工程学院是位于中国新疆维吾尔自治区乌鲁木齐市的一所大学。它建立于1958年，当时取名为新疆煤矿学校。1960年，升格为新疆煤矿学院。1962年，调整为乌鲁木齐煤矿学校。1985年，升格为新疆煤炭专科学校。1994年，改名为新疆工业高等专科学校。2012年4月，升格为新疆工程学院。

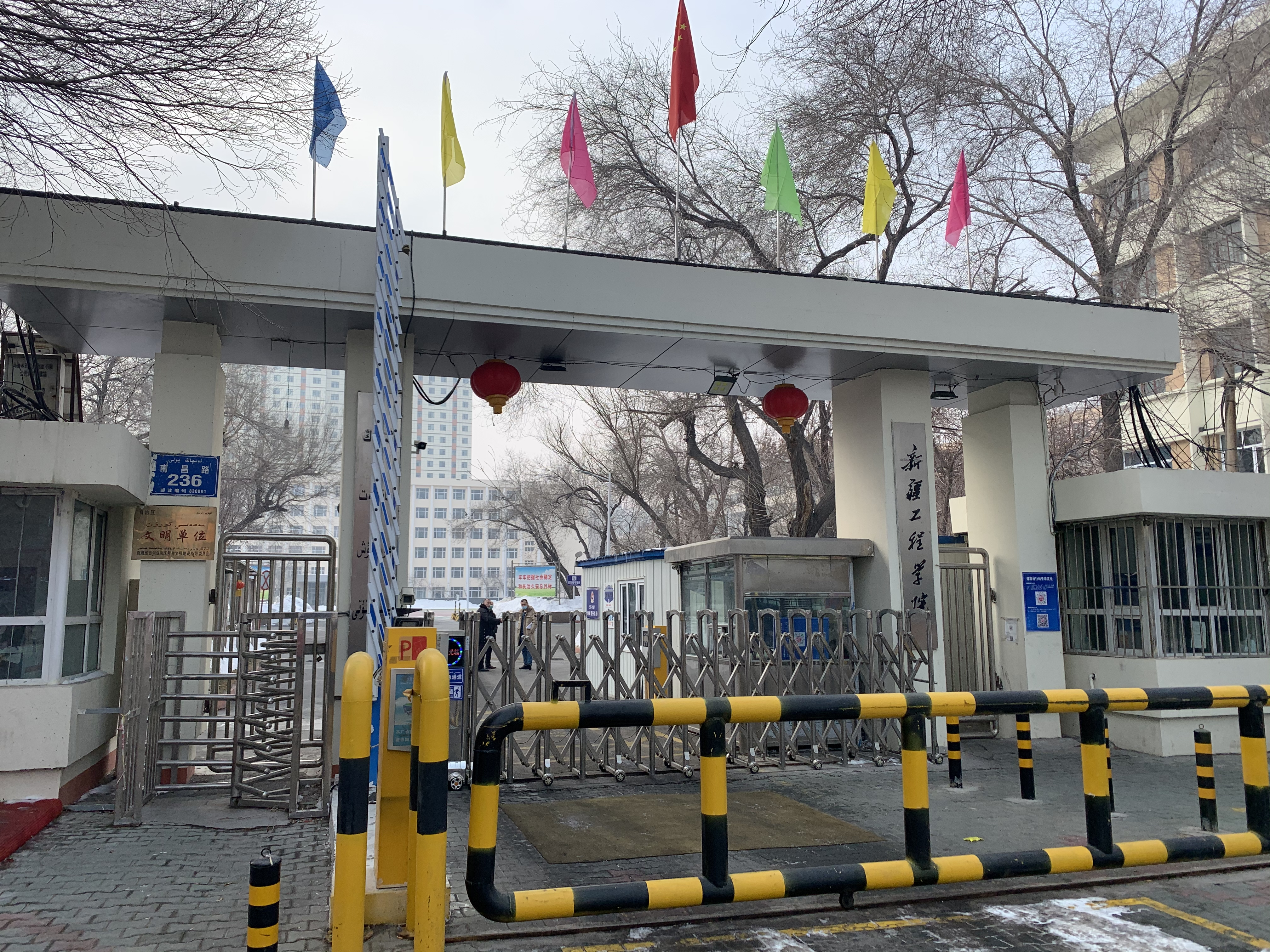
新疆工程学院（南昌路校区）

## 教学
学校拥有教师396人，其中为教授的有13人，为副高职称的有114人。建有实验中心19个，下设校内实验室82个，并拥有教学实习工厂一个。学校主要以涉煤炭行业的技术难题作为科研重点，并开展其它相关方面的研究。